# Gupeiïta
La gupeiïta és un mineral de la classe dels elements natius. Anomenat així pel corredor de l'est, Gubeikou, de la Gran Muralla Xina.

## Classificació
La gupeiïta es troba classificada en el grup 1.BB.30 segons la classificació de Nickel-Strunz (1 per a Elements; B per a Carburs, sulfurs, nitrurs i fosfurs metàl·lics i B per a Silicurs; el nombre 35 correspon a la posició del mineral dins del grup). En la classificació de Dana el mineral es troba al grup 1.1.23.2 (1 per a Elements natius i aliatges i 1 per a Metalls, que no siguin del grup del platí; 23 i 2 corresponen a la posició del mineral dins del grup).

## Característiques
La gupeiïta és un mineral de fórmula química Fe₃Si. Cristal·litza en el sistema isomètric. La seva duresa a l'escala de Mohs és 5. És de color gris-negre.

## Formació i jaciments
S'ha descrit a l'Àsia.